# Discografia dei Fun.
La discografia della band indie pop Fun., comprende 2 album in studio, 2 album dal vivo e 8 singoli ufficiali.
Il primo album in studio, dopo la formazione del gruppo da parte della voce principale Nate Ruess, vide la luce il 25 agosto 2009 raggiungendo la posizione 71 della Billboard Hot 200; furono estratti tre singoli dall'album Aim and Ignite: "At Least I'm Not as Sad (As I Used to Be)", "All the Pretty Girls" e "Walking the Dog".
Nel mese di settembre 2011, pubblicarono il singolo d'apertura del loro secondo album in studio, Some Nights; cantato in collaborazione con la cantante Janelle Monáe, il brano "We Are Young" riuscì ad arrivare alla posizione 1 della Billboard Hot 100 dopo che il brano venne utilizzato dalla serie televisiva Glee. Questo successo diede visibilità al gruppo che vide l'album arrivare alla posizione 2 della Billboard Hot 200 e il secondo singolo, "Some Nights" alla posizione 3.

## Album

### Album in studio
| Anno | Informazioni                                                                                                 | Classifica | Classifica | Classifica | Classifica | Classifica | Classifica | Classifica | Classifica | Classifica | Vendite       | Certificazioni                                        |
| Anno | Informazioni                                                                                                 | US 200     | US Alt.    | US Rock    | UK         | AUS        | CAN        | IRL        | NZ         | ITA        | Vendite       | Certificazioni                                        |
| ---- | --- | ---------- | ---------- | ---------- | ---------- | ---------- | ---------- | ---------- | ---------- | ---------- | ------------- | ----------------------------------------------------- |
| 2009 | Aim and Ignite - Pubblicato: 25 agosto 2009 - Etichetta: Nettwerk - Formato: CD, download digitale, LP       | 71         | 20         | 23         | —          | —          | —          | —          | —          | —          |               |                                                       |
| 2012 | Some Nights - Pubblicato: 21 febbraio 2012 - Etichetta: Fueled by Ramen - Formato: CD, download digitale, LP | 3          | 1          | 1          | 4          | 2          | 5          | 8          | 3          | 25         | - US: 811.000 | - AUS: Platino - CAN: Platino - UK: Platino - US: Oro |

### Album live
| Anno | Informazioni |
| ---- | --- |
| 2010 | Fun. Live at Fingerprints - Pubblicazione: 12 aprile 2010 - Etichetta: Nettwerk - Formato: CD, download digitale |
| 2010 | iTunes Session - Pubblicazione: 10 dicembre 2012 - Etichetta: Fueled by Ramen - Formato: Download digitale       |

## Singoli
| Anno | Singolo                                   | Classifica | Classifica | Classifica | Classifica | Classifica | Classifica | Classifica | Classifica | Album          |
| Anno | Singolo                                   | US         | US Alt.    | US Rock    | UK         | IRL        | CAN        | AUS        | ITA        | Album          |
| ---- | ----------------------------------------- | ---------- | ---------- | ---------- | ---------- | ---------- | ---------- | ---------- | ---------- | -------------- |
| 2009 | At Least I'm Not as Sad (As I Used to Be) | —          | —          | —          | —          | —          | —          | —          | —          | Aim and Ignite |
| 2009 | All the Pretty Girls                      | —          | —          | —          | —          | —          | —          | —          | —          | Aim and Ignite |
| 2010 | Believe in Me                             | —          | —          | —          | —          | —          | —          | —          | —          | N.D.           |
| 2010 | Walking the Dog                           | —          | —          | —          | —          | —          | —          | —          | —          | Aim and Ignite |
| 2011 | C'mon (ft. Panic! at the Disco)           | —          | —          | —          | —          | —          | —          | —          | —          | N.D.           |
| 2011 | We Are Young (ft. Janelle Monáe)          | 1          | 1          | 1          | 1          | 1          | 1          | 1          | 2          | Some Nights    |
| 2012 | Some Nights                               | 3          | 1          | 1          | 7          | 6          | 4          | 1          | 9          | Some Nights    |
| 2012 | Carry On                                  | 81         | 9          | 7          | —          | 46         | 60         | 44         | —          | Some Nights    |
| 2013 | Why Am I the One                          | —          | —          | —          | —          | —          | —          | —          | —          | Some Nights    |

## Video musicali
| 2009 | All the Pretty Girls             | Isaac Rentz         | Isaac Rentz         | Isaac Rentz         | Isaac Rentz         | Isaac Rentz         | Isaac Rentz         | Isaac Rentz         | Isaac Rentz         | Isaac Rentz         | Isaac Rentz         | Isaac Rentz         | Isaac Rentz         | Isaac Rentz         |
| 2010 | Walking the Dog                  | Skinny              | Skinny              | Skinny              | Skinny              | Skinny              | Skinny              | Skinny              | Skinny              | Skinny              | Skinny              | Skinny              | Skinny              | Skinny              |
| 2011 | We Are Young (ft. Janelle Monáe) | Marc Klasfeld       | Marc Klasfeld       | Marc Klasfeld       | Marc Klasfeld       | Marc Klasfeld       | Marc Klasfeld       | Marc Klasfeld       | Marc Klasfeld       | Marc Klasfeld       | Marc Klasfeld       | Marc Klasfeld       | Marc Klasfeld       | Marc Klasfeld       |
| 2012 | Some Nights (Intro)              | Poppy de Villanueve | Poppy de Villanueve | Poppy de Villanueve | Poppy de Villanueve | Poppy de Villanueve | Poppy de Villanueve | Poppy de Villanueve | Poppy de Villanueve | Poppy de Villanueve | Poppy de Villanueve | Poppy de Villanueve | Poppy de Villanueve | Poppy de Villanueve |
| 2012 | Some Nights                      | Anthony Mandler     | Anthony Mandler     | Anthony Mandler     | Anthony Mandler     | Anthony Mandler     | Anthony Mandler     | Anthony Mandler     | Anthony Mandler     | Anthony Mandler     | Anthony Mandler     | Anthony Mandler     | Anthony Mandler     | Anthony Mandler     |
| 2012 | Carry On                         | Anthony Mandler     | Anthony Mandler     | Anthony Mandler     | Anthony Mandler     | Anthony Mandler     | Anthony Mandler     | Anthony Mandler     | Anthony Mandler     | Anthony Mandler     | Anthony Mandler     | Anthony Mandler     | Anthony Mandler     | Anthony Mandler     |